# Ocinara maculifrons
Ocinara maculifrons är en fjärilsart som beskrevs av Embrik Strand. Ocinara maculifrons ingår i släktet Ocinara och familjen silkesspinnare. Inga underarter finns listade i Catalogue of Life.